# PICK IT UP
「PICK IT UP」（ピック イット アップ）は、Kis-My-Ft2の19作目のシングル。2017年6月7日にavex traxから発売された。

## 特徴
本作のテーマは"COOL&SEXY"。同年リリースした「Tonight」や「EXPLODE」が"WILD&SEXY"をコンセプトとしたのとは一線を画す、クールなダンス・ミュージックである。
メンバーの藤ヶ谷太輔出演ドラマ『櫻子さんの足下には死体が埋まっている』（フジテレビ系）のテーマソングとして起用された本作は、「骨から事実を拾い集めていく (PICK IT UP) 」というドラマの世界観に沿ったものである。ミュージックビデオ (MV) にはガイコツが出現するほか、骨をモチーフにデザインされた衣装を"つまんで引っ張る (PICK IT UPする)" 振付がされている。そのためメンバーは曲中に衣装を引っ張ったり、また糸に引っ張られたマリオネットのごとく操られているかようなダンスや関節を固定したダンスを、メンバー7人によるフォーメーション変更を繰り返して披露する。

## リリース
2017年6月7日にCDリリース。本作のジャケット写真もまたドラマに沿って骨のようなデザインがされている。初回生産限定盤A/Bと通常盤の3形態で発売されたCDはそれぞれカップリング曲と特典映像が異なっており、初回生産限定盤Aに付属するDVDにはMVとメイキング映像を収録。初回生産限定盤Bに付属のDVDではダンスバージョンをメンバーマルチアングルで視聴できるほか、"PICK IT UP"にちなんだゲーム企画が収録される。通常盤の初回特典ではシリアル動画が視聴可能。また初回生産限定盤B収録のカップリング曲「All Around The World」は『もしもツアーズ』テーマソング、通常盤収録の「ズッキューン」はコーワのウナクールシリーズのCMソングに起用されている。

## チャート成績
Billboard JAPANのチャートによると発売初週に16.4万枚を売上げてBillboard Japan Hot 100総合1位となった。またTop Singles Salesの年間チャートでは33位を記録している。
2017年6月19日付のオリコン週間アルバムランキングでは発売初週で17.4万枚を売上げ、デビューから19作連続で首位を獲得。その後、月間2位、年間31位を記録している。
初週売り上げ枚数：174484枚

## 収録曲

### CD

#### 通常盤
1. PICK IT UP - 3:36
作詞：MORISHIN、作曲・編曲：Fredrik“Figge”Bostrom, Pontus Soderqvist
  - 藤ヶ谷太輔出演 フジテレビ系ドラマ「櫻子さんの足下には死体が埋まっている」テーマソング
2. ズッキューン - 3:45
作詞：ケリー、作曲：Takuya Harada・Christofer Erixon・ジョセフ・メリン、編曲：石塚知生
  - Kis-My-Ft2出演 興和「ウナコーワクール」CMソング
3. PICK IT UP -Jazzy Step ver.- - 3:33
編曲：鈴木雅也
  - 表題曲のアレンジバージョン

#### 初回生産限定盤A
1. PICK IT UP
2. Up&Down and Up&Down, Yo Dance! - 3:07
作詞・作曲・編曲：Ryota Saito, Nobuaki Tanaka

#### 初回生産限定盤B
1. PICK IT UP
2. All Around The World - 3:15
作詞：Komei Kobayashi、作曲：Andreas Ohrn・Chris Wahle・Didrik Thott、編曲：Chris Wahle
  - フジテレビ系「もしもツアーズ」テーマソング

### DVD

#### 初回生産限定盤A
1. 「PICK IT UP」MUSIC VIDEO
2. 「PICK IT UP」MUSIC VIDEO メイキングドキュメント

#### 初回生産限定盤B
1. 「PICK IT UP」マルチアングル MUSIC VIDEO -Dance Edition-
2. KIS-MY-TV 〜キスマイPICK IT UP!〜

### シリアル動画
※通常盤（初回出荷分）のみ
- スペシャル動画『キスマイ定点カメラ』

## 収録作品
| 楽曲タイトル                   | 収録                                                   | 収録                                                                   |
| ------------------------------ | ------------------------------------------------------ | ---------------------------------------------------------------------- |
| PICK IT UP                     | CDシングル                                             | 『PICK IT UP』                                                         |
| PICK IT UP                     | ミュージック・ビデオ                                   | 『PICK IT UP』〈初回生産限定盤A〉                                      |
| PICK IT UP                     | マルチアングル・ミュージック・ビデオ （Dance Edition） | 『PICK IT UP』〈初回生産限定盤B〉                                      |
| PICK IT UP                     | ライブ映像                                             | 『LIVE TOUR 2017 MUSIC COLOSSEUM』                                     |
| PICK IT UP                     | CDアルバム                                             | 『Yummy!!』                                                            |
| PICK IT UP                     | ライブ映像                                             | 『LIVE TOUR 2018 Yummy!! you&me』                                      |
| PICK IT UP                     | CD （スペシャルエディット）                            | 『LIVE TOUR 2018 Yummy!! you&me』〈初回盤〉                            |
| PICK IT UP                     | ライブ映像                                             | 『君を大好きだ』〈EXTRA盤〉 （LIVE TOUR 2018 YOU&ME Extra Yummy!!）    |
| PICK IT UP                     | ライブ映像                                             | 『LIVE TOUR 2020 To-y2』                                               |
| PICK IT UP                     | CD （スペシャルエディット）                            | 『LIVE TOUR 2020 To-y2』〈通常盤DVD〉                                  |
| PICK IT UP                     | CDアルバム                                             | 『BEST of Kis-My-Ft2』                                                 |
| PICK IT UP                     | ミュージック・ビデオ                                   | 『BEST of Kis-My-Ft2』〈初回盤A〉                                      |
| PICK IT UP                     | ライブ映像                                             | 『Two as One』〈ファンクラブ限定盤〉 （Kis-My-Ftに逢えるde Show 2022） |
| PICK IT UP                     | ライブ映像                                             | 『Kis-My-Ftに逢えるde Show 2022 in DOME』                              |
| Up&Down and Up&Down, Yo Dance! | CDシングル                                             | 『PICK IT UP』〈初回生産限定盤A〉                                      |
| Up&Down and Up&Down, Yo Dance! | ライブ映像                                             | 『LIVE TOUR 2021 HOME』                                                |
| All Around The World           | CDシングル                                             | 『PICK IT UP』〈初回生産限定盤B〉                                      |
| ズッキューン                   | CDシングル                                             | 『PICK IT UP』〈通常盤〉                                               |
| ズッキューン                   | ライブ映像                                             | 『LIVE TOUR 2017 MUSIC COLOSSEUM』                                     |